# El silencio es un cuerpo que cae
El silencio es un cuerpo que cae es una película documental de Argentina filmada en colores dirigida por Agustina Comedi sobre su propio guion que se estrenó el 15 de noviembre de 2018 y obtuvo varios premios.

## Reparto
Participaron del filme, todos ellos como ellos mismos:
- Agustina Comedi
- Jaime Comedi
- La Delpi
- Susana Palomas

## Sinopsis
Con las cintas de video que grabó su padre, al punto de tener imágenes de muchos viajes y partes de su vida, incluso de minutos antes de su propia muerte, cuando era muy joven y su hija tenía 12 años, sumadas a los testimonios de familiares y amigos, Agustina nos cuenta el camino que siguió para  reconstruir la historia de su padre, abogado y militante del partido Vanguardia Comunista en la provincia de Córdoba, incluyendo su “otra vida”, solo que conocida por quienes estaban muy cerca, que en esa época no podía revelar, so pena de afrontar un previsible rechazo social e, incluso, la expulsión del partido por esa "debilidad burguesa".

## Comentarios
Isabel Croce opinó en La Prensa:

”
Agustina Comedi descubre a los quince años la verdad de su padre y tarda más de quince en decidirse a realizar esta ópera prima.  Jaime tuvo desde muy jovencito una vida gay con algunas parejas estables y largas. De pronto, a mediados de la década de 1980, forma una pareja con una mujer, Monona, y tiene una hija. El médico que la trajo al mundo fue quien había acompañado sentimentalmente a su padre durante una década. De eso se enteró esta directora que presenta su película no sólo como confesión y catarsis, sino como una carta para que los que la vean comprendan mejor la lucha por la identidad.

Gustavo Noriega en infobae opinó:

”…película singular… Agustina recorre las filmaciones de su padre para encontrar una clave… que le ayude a entender cómo una persona de pronto abandona una parte importantísima de su identidad para formar una familia clásica, heterosexual...Su desconcierto es el nuestro…Hay una tensión entre lo público y lo privado...Hay zonas enormes del sufrimiento familiar que la película decide no explorar ni mencionar.….Aún así, la película es una experiencia extraordinaria, que nos deja entre el asombro y la reflexión…. El silencio es un cuerpo que cae articula a la perfección, como las mejores obras de autor, el clima de una época, la historia de una generación entera, con las vidas individuales.

## Premios y nominaciones
Asociación de Cronistas Cinematográficos de la Argentina Premios Cóndor 2019
- Ganadora del Premio Cóndor de Plata a la Mejor Película Documental
- Nominada al Premio Cóndor de Plata a la Mejor Opera Prima
- Nominada al Premio Cóndor de Plata al Mejor Director

Festival de Cine de Hamburgo 2018
- Nominada al Premio Jóvenes Talentos a la Mejor Película

Festival de Cine Latinoamericano de Lima 2018
- Ganadora del Premio del Jurado a la Mejor Película Documental

Premios de Cine Fénix  2018
- Nominada al Premio Fénix al Mejor Documental